# Мехлін (Великопольське воєводство)
Мехлін (пол. Mechlin, нім. Waldheim) — село в Польщі, у гміні Сьрем Сьремського повіту Великопольського воєводства.
Населення — 554 особи (2011).
У 1975-1998 роках село належало до Познанського воєводства.

## Демографія
Демографічна структура станом на 31 березня 2011 року:
|          | Загалом | Допрацездатний вік | Працездатний вік | Постпрацездатний вік |
| -------- | ------- | ------------------ | ---------------- | -------------------- |
| Чоловіки | 279     | 84                 | 175              | 20                   |
| Жінки    | 275     | 67                 | 162              | 46                   |
| Разом    | 554     | 151                | 337              | 66                   |